# Jet (matemáticas)
En matemáticas, el término jet hace referencia a un operador que aplicado sobre una función diferenciable f, devuelve el polinomio correspondiente a la serie de Taylor truncada en cada punto del dominio de f. Aunque esta es la definición de un jet, la teoría de jets considera estos términos como polinomios abstractos y no como funciones polinómicas.
Este artículo describe en primer lugar la noción de un jet de una función de variable real y valores reales, seguida de una discusión de generalizaciones para múltiples variables reales. A continuación, proporciona una construcción rigurosa de los jets y de espacios de jets sobre el espacio euclídeo. Concluye con una descripción de estos operadores sobre variedades, y cómo se pueden construir intrínsecamente. En este contexto más general, resume algunas de las aplicaciones de los jets a la geometría diferencial y a la teoría de ecuaciones diferenciales.

## Etimología del término
El término jet procede de la traslación abreviada de la palabra francesa surjective (aplicación de un conjunto en otro elemento a elemento) al inglés.

## Jets de funciones entre espacios euclídeos
Antes de dar una definición rigurosa de un jet, es útil examinar algunos casos especiales.

### Caso unidimensional
Supóngase que {\displaystyle f:{\mathbb {R} }\rightarrow {\mathbb {R} }} es una función de valor real que tiene al menos k + 1 derivadas en un entorno U del punto {\displaystyle x_{0}}. En consecuencia, según el teorema de Taylor,
{\displaystyle f(x)=f(x_{0})+f'(x_{0})(x-x_{0})+\cdots +{\frac {f^{(k)}(x_{0})}{k!}}(x-x_{0})^{k}+{\frac {R_{k+1}(x)}{(k+1)!}}(x-x_{0})^{k+1}}
donde
{\displaystyle |R_{k+1}(x)|\leq \sup _{x\in U}|f^{(k+1)}(x)|.}
Entonces el k- jet de f en el punto {\displaystyle x_{0}} se define como el polinomio
{\displaystyle (J_{x_{0}}^{k}f)(z)=f(x_{0})+f'(x_{0})z+\cdots +{\frac {f^{(k)}(x_{0})}{k!}}z^{k}.}
Los jets normalmente se consideran como polinomios abstractos en la variable z, no como funciones polinómicas reales en esa variable. En otras palabras, z es una variable indeterminada que permite realizar varias operaciones algebraicas entre los jets. De hecho, es el punto base {\displaystyle x_{0}} del cual los jets derivan su dependencia funcional. Por lo tanto, al variar el punto base, un jet produce un polinomio de orden a lo sumo 'k' en cada punto. Esto marca una distinción conceptual importante entre jets y series de Taylor truncadas: normalmente se considera que una serie de Taylor depende funcionalmente de su variable, en lugar de su punto base. Los jets, por otro lado, separan las propiedades algebraicas de las series de Taylor de sus propiedades funcionales. Las razones y aplicaciones de esta separación se tratan más adelante en el artículo.

### Asignaciones de un espacio euclidiano en otro
Supóngase que {\displaystyle f:{\mathbb {R} }^{n}\rightarrow {\mathbb {R} }^{m}} es una función de un espacio euclidiano en otro, que tiene al menos (k + 1) derivadas. En este caso, el teorema de Taylor afirma que
{\displaystyle f(x)=f(x_{0})+(Df(x_{0}))\cdot (x-x_{0})+{\frac {1}{2}}(D^{2}f(x_{0}))\cdot (x-x_{0})^{\otimes 2}+\cdots +{\frac {D^{k}f(x_{0})}{k!}}\cdot (x-x_{0})^{\otimes k}+{\frac {R_{k+1}(x)}{(k+1)!}}\cdot (x-x_{0})^{\otimes (k+1)}.}
El k-jet de f se define entonces como el polinomio
{\displaystyle (J_{x_{0}}^{k}f)(z)=f(x_{0})+(Df(x_{0}))\cdot z+{\frac {1}{2}}(D^{2}f(x_{0}))\cdot z^{\otimes 2}+\cdots +{\frac {D^{k}f(x_{0})}{k!}}\cdot z^{\otimes k}}
en {\displaystyle {\mathbb {R} }[z]}, donde {\displaystyle z=(z_{1},\ldots ,z_{n})}.

### Propiedades algebraicas de los jets
Hay dos estructuras algebraicas básicas que los jets pueden soportar. La primera es una estructura de producto, aunque finalmente resulta ser la menos importante. La segunda es la estructura de composición de los jets.
Si {\displaystyle f,g:{\mathbb {R} }^{n}\rightarrow {\mathbb {R} }} son un par de funciones con valores reales, entonces se puede definir el producto de sus jets a través de
{\displaystyle J_{x_{0}}^{k}f\cdot J_{x_{0}}^{k}g=J_{x_{0}}^{k}(f\cdot g)}.
Aquí se ha suprimido la z indeterminada, ya que se entiende que los jets son polinomios formales. Este producto es solo el producto de polinomios ordinarios en z, módulo {\displaystyle z^{k+1}}. En otras palabras, es una multiplicación en el anillo {\displaystyle {\mathbb {R} }[z]/(z^{k+1})}, donde {\displaystyle (z^{k+1})} es el ideal generado por polinomios homogéneos de orden ≥ k+1.
En cuanto a la composición de jets, para evitar tecnicismos innecesarios, se consideran jets de funciones que asignan el origen al origen. Si {\displaystyle f:{\mathbb {R} }^{m}\rightarrow {\mathbb {R} }^{\ell }} y {\displaystyle g:{\mathbb {R} }^{n}\rightarrow {\mathbb {R} }^{m}} con f(0)=0 y g(0)=0, entonces {\displaystyle f\circ g:{\mathbb {R} }^{n}\rightarrow {\mathbb {R} }^{\ell }}. La composición de jets se define por
{\displaystyle J_{0}^{k}f\circ J_{0}^{k}g=J_{0}^{k}(f\circ g).}
Se verifica fácilmente, utilizando la regla de la cadena, que esto constituye una operación asociativa no conmutativa en el espacio de los jets en el origen.
De hecho, la composición de k-jets no es más que la composición del módulo polinomial sobre el ideal de polinomios homogéneos de orden {\displaystyle >k}.
Ejemplo:
- En una dimensión, sean {\displaystyle f(x)=\log(1-x)} y {\displaystyle g(x)=\sin \,x}. Entonces

{\displaystyle (J_{0}^{3}f)(x)=-x-{\frac {x^{2}}{2}}-{\frac {x^{3}}{3}}}
{\displaystyle (J_{0}^{3}g)(x)=x-{\frac {x^{3}}{6}}}
y
{\displaystyle (J_{0}^{3}f)\circ (J_{0}^{3}g)=-\left(x-{\frac {x^{3}}{6}}\right)-{\frac {1}{2}}\left(x-{\frac {x^{3}}{6}}\right)^{2}-{\frac {1}{3}}\left(x-{\frac {x^{3}}{6}}\right)^{3}\ \ ({\hbox{mod}}\ x^{4})}
{\displaystyle =-x-{\frac {x^{2}}{2}}-{\frac {x^{3}}{6}}}

## Jets en un punto en el espacio euclidiano: definiciones rigurosas
Esta subsección se centra en dos definiciones rigurosas diferentes del jet de una función en un punto, seguida de una discusión del teorema de Taylor. Estas definiciones demostrarán ser útiles más adelante durante la definición intrínseca del jet de una función entre dos variedades.

### Definición analítica
La siguiente definición usa ideas del análisis matemático para definir jets y espacios de jets. Se puede generalizar a una función continuamente diferenciable en un Espacio de Banach, a funciones analíticas sobre números reales o dominios complejos, al análisis p-ádico y a otras áreas de análisis.
Sea {\displaystyle C^{\infty }({\mathbb {R} }^{n},{\mathbb {R} }^{m})} el espacio vectorial de las funciones continuamente diferenciables {\displaystyle f:{\mathbb {R} }^{n}\rightarrow {\mathbb {R} }^{m}}. Sea también k un entero no negativo, y p un punto de {\displaystyle {\mathbb {R} }^{n}}. Se define una relación de equivalencia {\displaystyle E_{p}^{k}} en este espacio declarando que dos funciones f y g son equivalentes en el orden k si f y g tienen el mismo valor en p, y todas sus derivadas parciales concuerdan en p hasta (e incluyendo) sus derivadas de k-ésimo orden. En resumen, {\displaystyle f\sim g\,\!} siq {\displaystyle f-g=0} hasta el k-ésimo orden.
El espacio de jets de orden k-ésimo de {\displaystyle C^{\infty }({\mathbb {R} }^{n},{\mathbb {R} }^{m})} en p se define como el conjunto de clases de equivalencia de {\displaystyle E_{p}^{k}}, y se denota por {\displaystyle J_{p}^{k}({\mathbb {R} }^{n},{\mathbb {R} }^{m})}.
El jet de orden k-ésimo en p de una función suave {\displaystyle f\in C^{\infty }({\mathbb {R} }^{n},{\mathbb {R} }^{m})} se define como la clase de equivalencia de f en {\displaystyle J_{p}^{k}({\mathbb {R} }^{n},{\mathbb {R} }^{m})}.

### Definición algebraico-geométrica
La siguiente definición usa ideas de geometría algebraica y álgebra conmutativa para establecer la noción de un jet y de un espacio de jets. Aunque esta definición no es particularmente adecuada para su uso en geometría algebraica per se, dado que se presenta sobre la categoría de curvas diferenciables, se puede adaptar fácilmente a dichos usos.
Sea {\displaystyle C_{p}^{\infty }({\mathbb {R} }^{n},{\mathbb {R} }^{m})} el espacio vectorial de gérmenes de funciones continuamente diferenciables {\displaystyle f:{\mathbb {R} }^{n}\rightarrow {\mathbb {R} }^{m}} en un punto p en {\displaystyle {\mathbb {R} }^{n}}. A su vez, {\displaystyle {\mathfrak {m}}_{p}} es el ideal de funciones que se anulan en p (este es el ideal maximal para el anillo local {\displaystyle C_{p}^{\infty }({\mathbb {R} }^{n},{\mathbb {R} }^{m})}). Entonces, el ideal {\displaystyle {\mathfrak {m}}_{p}^{k+1}} consiste en todos los gérmenes de funciones que se anulan hasta el orden k en p. Ahora se puede definir el espacio de jets en p por
{\displaystyle J_{p}^{k}({\mathbb {R} }^{n},{\mathbb {R} }^{m})=C_{p}^{\infty }({\mathbb {R} }^{n},{\mathbb {R} }^{m})/{\mathfrak {m}}_{p}^{k+1}}
Si {\displaystyle f:{\mathbb {R} }^{n}\rightarrow {\mathbb {R} }^{m}} es una función suave (diferenciable), se puede definir el k-jet de f en p como el elemento de {\displaystyle J_{p}^{k}({\mathbb {R} }^{n},{\mathbb {R} }^{m})} estableciendo que
{\displaystyle J_{p}^{k}f=f{\pmod {{\mathfrak {m}}_{p}^{k+1}}}}
Esta es una construcción más general. Para un {\displaystyle \mathbb {F} } espacio {\displaystyle M}, sea {\displaystyle {\mathcal {F}}_{p}} un haz del espacio localmente anillado en {\displaystyle p} y sea {\displaystyle {\mathfrak {m}}_{p}} el ideal maximal del anillo local {\displaystyle {\mathcal {F}}_{p}}. El k-ésimo espacio de jets en {\displaystyle p} se define como el anillo {\displaystyle J_{p}^{k}(M)={\mathcal {F}}_{p}/{\mathfrak {m}}_{p}^{k+1}} ({\displaystyle {\mathfrak {m}}_{p}^{k+1}} es el producto de ideales).

### El teorema de Taylor
Independientemente de la definición, el teorema de Taylor establece un isomorfismo canónico de espacios vectoriales entre {\displaystyle J_{p}^{k}({\mathbb {R} }^{n},{\mathbb {R} }^{m})} y {\displaystyle {\mathbb {R} }^{m}[z_{1},\dotsc ,z_{n}]/(z_{1},\dotsc ,z_{n})^{k+1}}. Entonces, en el contexto euclidiano, los jets generalmente se identifican con sus representantes polinomiales bajo este isomorfismo.

### Espacio de jets punto a punto
Se ha definido el espacio {\displaystyle J_{p}^{k}({\mathbb {R} }^{n},{\mathbb {R} }^{m})} de jets en un punto {\displaystyle p\in {\mathbb {R} }^{n}}. El subespacio de los jets de funciones f tales que f (p) = q se denota por
{\displaystyle J_{p}^{k}({\mathbb {R} }^{n},{\mathbb {R} }^{m})_{q}=\left\{J^{k}f\in J_{p}^{k}({\mathbb {R} }^{n},{\mathbb {R} }^{m})|f(p)=q\right\}}

## Jets de funciones entre dos variedades
Si M y N son dos variedades diferenciables, se plantea la cuestión de cómo definir el jet de una función {\displaystyle f:M\rightarrow N}. Una posibilidad es intentar definir dicho jet usando coordenadas locales en M y N. La desventaja de este procedimiento es que los jets no se pueden definir así en una forma equivariante. Los jets no se comportan como tensores, y son afectados por las traslaciones. En cambio, los jets de funciones entre dos variedades pertenecen a un haz de jets.
Esta sección comienza con la introducción de la noción de jets de funciones de la recta real sobre una variedad. Demuestra que tales jets forman un fibrado, análogo al fibrado tangente, que es un paquete asociado de un grupo de jets. Continúa abordando el problema de definir el jet de una función entre dos variedades diferenciables. En esta sección, se adopta un enfoque analítico para los jets. Aunque un enfoque algebro-geométrico también es adecuado para muchas más aplicaciones, es demasiado sutil como para ser tratado sistemáticamente aquí (véase el punto dedicado a la geometría algebraica de los jets para más detalles).

### Jets de funciones de la recta real sobre una variedad
Supóngase que M es una variedad diferenciable que contiene un punto p. Se definen los jets de una curva a través de p, por lo que en adelante se hace referencia a funciones diferenciables {\displaystyle f:{\mathbb {R} }\rightarrow M} tales que f(0) = p. Se define una relación de equivalencia {\displaystyle E_{p}^{k}} de la siguiente manera: sean f y g un par de curvas a través de p. Entonces se dice que f y g son equivalentes al orden k en p si hay algún entorno U de p, tal que , para cada función suave {\displaystyle \varphi :U\rightarrow {\mathbb {R} }}, {\displaystyle J_{0}^{k}(\varphi \circ f)=J_{0}^{k}(\varphi \circ g)}. Téngase en cuenta que estos jets están bien definidos, ya que las funciones compuestas {\displaystyle \varphi \circ f} y {\displaystyle \varphi \circ g} son solo asignaciones de la línea real sobre sí misma. Esta relación de equivalencia a veces se llama contacto de k-orden entre las curvas en p.
Ahora se define el k- jet de una curva f sobre p para que sea la clase de equivalencia de f bajo {\displaystyle E_{p}^{k}}, denotado como {\displaystyle J^{k}\!f\,} o {\displaystyle J_{0}^{k}f}. El k-espacio de jets de orden {\displaystyle J_{0}^{k}({\mathbb {R} },M)_{p}} es entonces el conjunto de k-jets en p.
 
Como p varía sobre M, {\displaystyle J_{0}^{k}({\mathbb {R} },M)_{p}} forma un fibrado sobre M: el k-ésimo orden de un fibrado tangente, a menudo indicado en la literatura como TkM (aunque esta notación ocasionalmente puede llevar a confusión). En el caso de k = 1, entonces el paquete de la tangente de primer orden es el paquete tangente habitual: T1M  = TM.
Para demostrar que TkM  es, de hecho, un paquete de fibras, es instructivo examinar las propiedades de {\displaystyle J_{0}^{k}({\mathbb {R} },M)_{p}} en coordenadas locales. Sea (xi) = (x1, ..., xn) un sistema de coordenadas local para M en un entorno U de p. Abusando ligeramente de la notación, se puede considerar (xi) como un difeomorfismo local {\displaystyle (x^{i}):M\rightarrow \mathbb {R} ^{n}}.
Lema. Dos curvas f y g sobre  p son equivalentes al módulo {\displaystyle E_{p}^{k}} si y solo si {\displaystyle J_{0}^{k}\left((x^{i})\circ f\right)=J_{0}^{k}\left((x^{i})\circ g\right)}.
De hecho, la parte solo si es clara, ya que cada una de las n funciones x1, ..., xn M diferenciables sobre {\displaystyle {\mathbb {R} }}. Entonces, por la definición de la relación de equivalencia {\displaystyle E_{p}^{k}}, dos curvas equivalentes deben tener {\displaystyle J_{0}^{k}(x^{i}\circ f)=J_{0}^{k}(x^{i}\circ g)}.
Por el contrario, supóngase que φ es una función de valor real suave en M en un entorno de p. Como cada función suave tiene una expresión en coordenadas locales, puede expresar φ como una función en las coordenadas. Específicamente, si Q es un punto de M próximo a p, entonces
{\displaystyle \varphi (Q)=\psi (x^{1}(Q),\dots ,x^{n}(Q))}
para alguna función suave de valor real ψ de n variables reales. Por lo tanto, para dos curvas f y g en p, se tiene
{\displaystyle \varphi \circ f=\psi (x^{1}\circ f,\dots ,x^{n}\circ f)}
{\displaystyle \varphi \circ g=\psi (x^{1}\circ g,\dots ,x^{n}\circ g)}
La regla de la cadena ahora establece la parte si de la reclamación. Por ejemplo, si f y g son funciones de la variable real t, entonces
{\displaystyle \left.{\frac {d}{dt}}\left(\varphi \circ f\right)(t)\right|_{t=0}=\sum _{i=1}^{n}\left.{\frac {d}{dt}}(x^{i}\circ f)(t)\right|_{t=0}\ (D_{i}\psi )\circ f(0)}
que es igual a la misma expresión cuando se evalúa frente a g en lugar de f, recordando que f(0) = g(0) = p y f y g están en un contacto de orden k-ésimo en el sistema de coordenadas (xi).
Por lo tanto, el paquete de fibras TkM  admite una trivialización local en cada vecindad de coordenadas. En este punto, para demostrar que este paquete de fibras ostensibles es, de hecho, un paquete de fibras, basta con establecer que tiene funciones de transición no singulares bajo un cambio de coordenadas. Sea {\displaystyle (y^{i}):M\rightarrow {\mathbb {R} }^{n}} un sistema de coordenadas diferente, tal que {\displaystyle \rho =(x^{i})\circ (y^{i})^{-1}:{\mathbb {R} }^{n}\rightarrow {\mathbb {R} }^{n}} sea el difeomorfismo del cambio de coordenadas asociado al espacio euclidiano consigo mismo. Por medio de una transformación afín de {\displaystyle {\mathbb {R} }^{n}}, se puede suponer sin pérdida de generalidad que ρ(0) = 0. Con esta suposición, es suficiente para demostrar que {\displaystyle J_{0}^{k}\rho :J_{0}^{k}({\mathbb {R} }^{n},{\mathbb {R} }^{n})\rightarrow J_{0}^{k}({\mathbb {R} }^{n},{\mathbb {R} }^{n})} es una transformación invertible bajo la composición de jet (véase también grupo de jets). Pero como ρ es un difeomorfismo, {\displaystyle \rho ^{-1}} también es una aplicación diferenciable. Por lo tanto,
{\displaystyle I=J_{0}^{k}I=J_{0}^{k}(\rho \circ \rho ^{-1})=J_{0}^{k}(\rho )\circ J_{0}^{k}(\rho ^{-1})}
lo que prueba que {\displaystyle J_{0}^{k}\rho } no es singular. Además, es diferenciable, aunque este hecho no se comprueba aquí.
Intuitivamente, esto significa que se puede expresar el jet de una curva a través de p en términos de su serie de Taylor en coordenadas locales en M.
Ejemplos en coordenadas locales:
- Como se indicó anteriormente, el 1-jet de una curva a través de p es un vector tangente. El vector tangente en p es un operador diferencial de primer orden que actúa sobre funciones suaves de valores reales en p. En coordenadas locales, cada vector tangente tiene la forma

{\displaystyle v=\sum _{i}v^{i}{\frac {\partial }{\partial x^{i}}}}
Dado un vector tangente v, sea f la curva dada en el sistema de coordenadas xi por {\displaystyle x^{i}\circ f(t)=tv^{i}}. Si φ es una función suave en un barrio de p con φ(p) = 0, luego
{\displaystyle \varphi \circ f:{\mathbb {R} }\rightarrow {\mathbb {R} }}
es una función suave de valor real de una variable cuyo 1-jet viene dado por
{\displaystyle J_{0}^{1}(\varphi \circ f)(t)=tv^{i}{\frac {\partial f}{\partial x^{i}}}(p)}.
lo que demuestra que se pueden identificar naturalmente los vectores tangentes en un punto con los 1-jets de curvas a través de ese punto.
- El espacio de 2-jets de curvas a través de un punto.

En un sistema de coordenadas local xi centrado en un punto p, se puede expresar el polinomio de Taylor de segundo orden de una curva f(t)
{\displaystyle x^{i}(t)=t{\frac {dx^{i}}{dt}}(0)+{\frac {t^{2}}{2}}{\frac {d^{2}x^{i}}{dt^{2}}}.}
Entonces en el sistema de coordenadas x, el 2-jet de una curva que pasa por p se identifica con una lista de números reales {\displaystyle ({\dot {x}}^{i},{\ddot {x}}^{i})}. Al igual que con los vectores tangentes (1-jets de curvas) en un punto, los 2-jets de curvas obedecen a una ley de transformación al aplicar las funciones de transición de coordenadas.
Sea (yi) otro sistema de coordenadas. Por la regla de la cadena,
{\displaystyle {\frac {d}{dt}}y^{i}(x(t))={\frac {\partial y^{i}}{\partial x^{j}}}(x(t)){\frac {dx^{j}}{dt}}(t)}
{\displaystyle {\frac {d^{2}}{dt^{2}}}y^{i}(x(t))={\frac {\partial ^{2}y^{i}}{\partial x^{j}\partial x^{k}}}(x(t)){\frac {dx^{j}}{dt}}(t){\frac {dx^{k}}{dt}}(t)+{\frac {\partial y^{i}}{\partial x^{j}}}(x(t)){\frac {d^{2}x^{j}}{dt^{2}}}(t)}
Por lo tanto, la ley de transformación se da evaluando estas dos expresiones en t = 0.
{\displaystyle {\dot {y}}^{i}={\frac {\partial y^{i}}{\partial x^{j}}}(0){\dot {x}}^{j}}
{\displaystyle {\ddot {y}}^{i}={\frac {\partial ^{2}y^{i}}{\partial x^{j}\partial x^{k}}}(0){\dot {x}}^{j}{\dot {x}}^{k}+{\frac {\partial y^{i}}{\partial x^{k}}}(0){\ddot {x}}^{k}.}
Téngase en cuenta que la ley de transformación para 2-jets es de segundo orden en las funciones de cambio de coordenadas.

### Jets de funciones entre variedades multidimensionales
La definición del jet de una función entre variedades multidimensionales se define como sigue: supóngase que M y N son dos variedades diferenciables, y sea un punto p de M. Considérese el espacio {\displaystyle C_{p}^{\infty }(M,N)} que consiste en aplicaciones suaves {\displaystyle f:M\rightarrow N} definidas en algún entorno de p. Se define una relación de equivalencia {\displaystyle E_{p}^{k}} en {\displaystyle C_{p}^{\infty }(M,N)}, de manera que se dice que dos aplicaciones f y g son equivalentes si, para cada curva γ en p (recuérdese que según la convención establecida, se trata de una aplicación {\displaystyle \gamma :{\mathbb {R} }\rightarrow M} tal que {\displaystyle \gamma (0)=p}), se tiene que {\displaystyle J_{0}^{k}(f\circ \gamma )=J_{0}^{k}(g\circ \gamma )} en algún entorno de 0.
El espacio de jets {\displaystyle J_{p}^{k}(M,N)} se define entonces como el conjunto de clases de equivalencia del módulo {\displaystyle C_{p}^{\infty }(M,N)} y la relación de equivalencia {\displaystyle E_{p}^{k}}. Téngase en cuenta que debido a que el espacio de destino N no necesita poseer ninguna estructura algebraica, {\displaystyle J_{p}^{k}(M,N)} tampoco necesita tener dicha estructura. Esto es, de hecho, un fuerte contraste con el caso de los espacios euclidianos.
Si {\displaystyle f:M\rightarrow N} es una función suave definida en el entorno de p, entonces se define el k-jet de f en p, {\displaystyle J_{p}^{k}f}, como la clase de equivalencia de f de módulo {\displaystyle E_{p}^{k}}.

### Multijets
John Mather introdujo la noción de multijet. En términos generales, un multijet es una lista finita de jets sobre diferentes puntos base. Mather probó el teorema de transversalidad sobre multijets, que usó en su estudio de las aplicaciones estables.

## Jets de secciones
Esta subsección trata sobre la noción de jets de secciones locales de un fibrado vectorial. Casi todo en esta sección se generaliza mutatis mutandis para el caso de las secciones locales de un fibrado, un haz de Banach sobre una variedad de Banach, una variedad fibrada o un haz cuasi coherente sobre un esquema. Además, estos ejemplos de posibles generalizaciones ciertamente no son exhaustivos.
Supóngase que E es un conjunto de vectores suaves de dimensión finita sobre una variedad múltiple M, con proyección {\displaystyle \pi :E\rightarrow M}. Entonces las secciones de E son funciones suaves {\displaystyle s:M\rightarrow E} de modo que {\displaystyle \pi \circ s} es la identidad automorfismo de M. El jet de una sección s sobre el entorno de un punto p es solo el jet de esta función suave de M sobre E en p.
El espacio de jets de secciones en p se denota por {\displaystyle J_{p}^{k}(M,E)}. Aunque esta notación puede llevar a la confusión con los espacios de funciones más generales entre dos variedades, el contexto normalmente elimina cualquier ambigüedad.
A diferencia de los jets de funciones de una variedad a otra variedad múltiple, el espacio de jets de secciones en p lleva la estructura de un espacio vectorial heredada de la estructura del espacio vectorial en las mismas secciones. Como p varía sobre M, los espacios de jets {\displaystyle J_{p}^{k}(M,E)} forman un conjunto de vectores sobre M, el haz de jets de k-ésimo orden de E, indicado por Jk (E).
- Ejemplo: el haz de realimentación de primer orden del haz tangente .

Se trabaja en coordenadas locales en un punto, y se considera un campo vectorial
{\displaystyle v=v^{i}(x)\partial /\partial x^{i}}
en un entorno de p en M. El 1-jet de v se obtiene tomando el polinomio de Taylor de primer orden de los coeficientes del campo de vectores:
{\displaystyle v^{i}(x)=v^{i}(0)+x^{j}{\frac {\partial v^{i}}{\partial x^{j}}}(0)=v^{i}+v_{j}^{i}x^{j}.}
En las coordenadas x, el 1-jet en un punto se puede identificar con una lista de números reales {\displaystyle (v^{i},v_{j}^{i})}. De la misma manera que un vector tangente en un punto puede identificarse con la lista (vi), sujeto a una determinada ley de transformación bajo transiciones de coordenadas, se tiene que saber cómo una transición afecta a la lista {\displaystyle (v^{i},v_{j}^{i})}.
Entonces considérese la ley de transformación al pasar a otro sistema de coordenadas yi. Sean wk los coeficientes del campo vectorial v en las coordenadas y. Entonces, en las coordenadas y, el 1-jet de v es una nueva lista de números reales {\displaystyle (w^{i},w_{j}^{i})}. Ya que
{\displaystyle v=w^{k}(y)\partial /\partial y^{k}=v^{i}(x)\partial /\partial x^{i},}
resulta que
{\displaystyle w^{k}(y)=v^{i}(x){\frac {\partial y^{k}}{\partial x^{i}}}(x).}
Así que
{\displaystyle w^{k}(0)+y^{j}{\frac {\partial w^{k}}{\partial y^{j}}}(0)=\left(v^{i}(0)+x^{j}{\frac {\partial v^{i}}{\partial x^{j}}}\right){\frac {\partial y^{k}}{\partial x^{i}}}(x)}
Ampliando por una serie de Taylor, se tiene
{\displaystyle w^{k}={\frac {\partial y^{k}}{\partial x^{i}}}(0)v^{i}}
{\displaystyle w_{j}^{k}=v^{i}{\frac {\partial ^{2}y^{k}}{\partial x^{i}\partial x^{j}}}+v_{j}^{i}{\frac {\partial y^{k}}{\partial x^{i}}}.}
Téngase en cuenta que la ley de transformación es de segundo orden en las funciones de cambio de coordenadas.

### Operadores diferenciales entre paquetes de vectores
Véase la descripción de un operador diferencial independiente de las coordenadas.